# 落叶剂

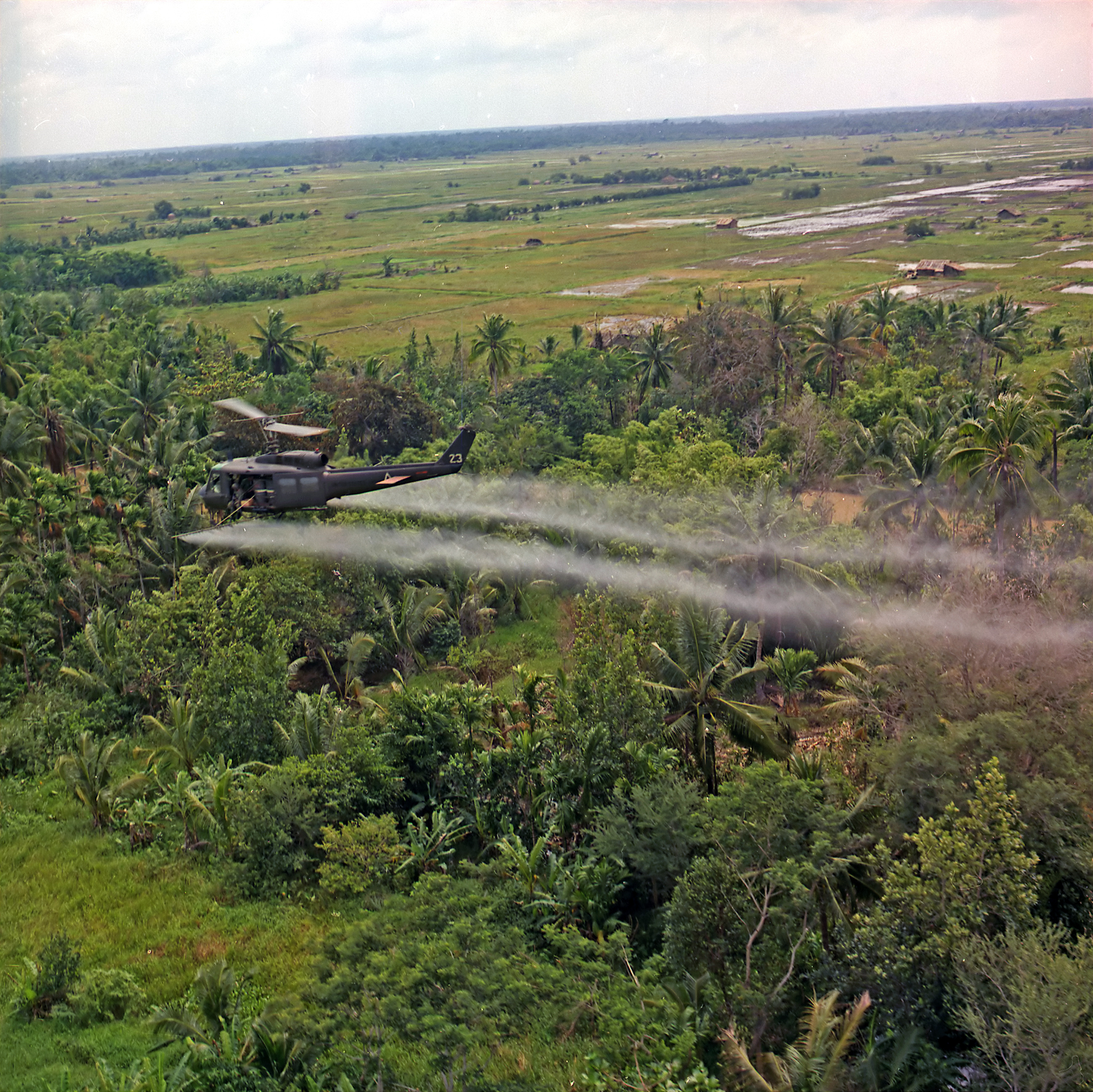
越南战争期间，美军的一架直升机在湄公河三角洲喷洒化学落叶剂

落葉劑是一種植物生長調節物質，它能夠促使植物的葉子提早脫落，有利於農業的機械化。例如氰氨化鈣等物质的粉塵可使棉花的葉子提早脫落。美国曾用于越南战争。

## 种类
- 無機落葉劑，包括氰氨化鈣、氯酸鎂、硫氰酸銨、硼酸鹽、砷酸，以及它們的混合物。
- 有機落葉劑，一些含有磷、硫和氮的化合物。

## 另見
- 橙劑